# Giro del Mendrisiotto
Le Giro del Mendrisiotto est une course cycliste suisse disputée à Mendrisio, dans le canton du Tessin. Créé en 1933, il était réservé aux coureurs amateurs jusqu'en 1995. De 2002 à 2004, il appartient au calendrier moins de 23 ans de l'Union cycliste internationale (catégorie 1.7.1),. De 2005 à 2009, il fait partie de l'UCI Europe Tour, en catégorie 1.2, avant de redevenir une course nationale en 2010.

## Palmarès
| Année | Vainqueur            | Deuxième           | Troisième            |
| ----- | -------------------- | ------------------ | -------------------- |
| 1933  | Enrico Gerosa        |                    |                      |
| 1934  | Fausto Introzzi      |                    |                      |
| 1935  | Arturo Maestrani     |                    |                      |
| 1936  | Fermo Radaelli       |                    |                      |
| 1937  | Fermo Radaelli       |                    |                      |
| 1938  | Walter Diggelmann    |                    |                      |
| 1939  | Ernesto Kuhn         |                    |                      |
| 1947  | Franco Fanti         |                    |                      |
| 1949  | Remo Pianezzi        |                    |                      |
| 1950  | Hans Pfenninger      |                    |                      |
| 1951  | Rino Benedetti       |                    |                      |
| 1952  | Fausto Lurati        |                    |                      |
| 1953  | Attilio Moresi       |                    |                      |
| 1954  | Vittorio Mazzuchelli |                    |                      |
| 1955  | Armando Ceroni       |                    |                      |
| 1956  | Adriano De Gasperi   |                    |                      |
| 1957  | Alfred Rüegg         |                    |                      |
| 1958  | Giancarlo Poiano     |                    |                      |
| 1959  | Arturo Sabbadin      |                    |                      |
| 1960  | Rolf Maurer          |                    |                      |
| 1961  | Jean Jourden         |                    |                      |
| 1962  | Robert Hintermüller  |                    |                      |
| 1963  | Fatton Gilbert       |                    |                      |
| 1964  | Hans Luethi          |                    |                      |
| 1965  | Hans Luethi          |                    |                      |
| 1966  | Vladimiro Palazzi    |                    |                      |
| 1967  | Walter Richard       |                    |                      |
| 1968  | Arthur Schlatter     |                    |                      |
| 1969  | Franco Maietti       |                    |                      |
| 1970  | Germano Mignami      |                    |                      |
| 1971  | Josef Fuchs          |                    |                      |
| 1972  | Xaver Kurmann        |                    |                      |
| 1973  | Robert Thalmann      |                    |                      |
| 1974  | Ivan Schmid          |                    |                      |
| 1975  | Roland Schär         |                    |                      |
| 1976  | Gabriele Mirri       |                    |                      |
| 1977  | Gilbert Glaus        |                    |                      |
| 1978  | Stefan Mutter        |                    |                      |
| 1979  | Kurt Ehrensperger    |                    |                      |
| 1980  | Gilbert Glaus        |                    |                      |
| 1981  | Gilbert Glaus        |                    |                      |
| 1982  | Jürg Bruggmann       |                    |                      |
| 1983  | Richard Trinkler     |                    |                      |
| 1984  | Benno Wiss           |                    |                      |
| 1985  | Thomas Wegmüller     |                    |                      |
| 1986  | Stephen Hodge        |                    |                      |
| 1987  | Daniel Huwyler       |                    |                      |
| 1988  | Scott Sunderland     |                    |                      |
| 1989  | Barney Saint Georges |                    |                      |
| 1990  | Pascal Jaccard       |                    |                      |
| 1991  | Daniel Huwyler       |                    |                      |
| 1992  | Sergueï Outschakov   |                    |                      |
| 1993  | Christian Andersen   |                    |                      |
| 1994  | Peter Luttenberger   |                    |                      |
| 1995  | Ralph Gartmann       |                    |                      |
| 1996  | Salvatore Commesso   | Nicolaj Bo Larsen  | Felice Puttini       |
| 1997  | Beat Zberg           | Danilo Di Luca     | Mauro Radaelli       |
| 1998  | Felice Puttini       | Romāns Vainšteins  | Markus Zberg         |
| 1999  | Valentino Fois       | Luca Paolini       | Guido Trentin        |
| 2000  | Felice Puttini       | Patrick Calcagni   | Pietro Pellizzotti   |
| 2001  | Alexandre Moos       | Bert Grabsch       | Massimo Donati       |
| 2002  | Ruslan Gryschenko    | Giairo Ermeti      | Mariusz Wiesiak      |
| 2003  | Mariusz Wiesiak      | Mauro Santambrogio | Laurent Mangel       |
| 2004  | Giuseppe De Maria    | Carl Naibo         | Andrij Pryschtschepa |
| 2005  | Michele Maccanti     | Daniel Contrini    | Mauro Santambrogio   |
| 2006  | Daniele De Paoli     | Adam Hansen        | Ivan Fanelli         |
| 2007  | Andreas Dietziker    | Luca Solari        | Emanuele Bindi       |
| 2008  | Eddy Serri           | Enrico Rossi       | Wesley Sulzberger    |
| 2009  | Ignatas Konovalovas  | Daniele Callegarin | Péter Kusztor        |
| 2010  | Andreas Dietziker    | Péter Kusztor      | Michael Bär          |
| 2011  | Mirco Saggiorato     | Nicolas Schnyder   | Jonathan Fumeaux     |
| 2012  | Marcel Aregger       | Claudio Imhof      | Matteo Azzolini      |